# Mosaïque FM (France)
Pour les articles homonymes, voir Mosaïque FM.
Mosaïque FM est une radio associative française créée en mai 1998.

## Historique
Ce projet répondait au besoin exprimé par les différents acteurs de la Zone d'éducation prioritaire de Fréjus de mieux faire connaître les réussites des établissements scolaires de cette ZEP et de faire participer les élèves à des émissions avec ou sans les enseignants. Elle ne pouvait diffuser que trois heures de programmes le soir sur une fréquence dite temporaire et avec une puissance réduite (50 puis 100 watts).
Son studio est établi dans les locaux du collège André Léotard de Fréjus. En juin 2006 est inauguré le studio actuel, rénové par le Conseil général du Var. Le CSA alloue une fréquence pour une durée de cinq ans reconductible en décembre 2008 et la radio émet depuis avril 2008 avec une puissance de 1 000 watts[réf. nécessaire],,.

## Programmation
Sa programmation est construite autour de trois pôles :
- Information locale,
- Aide à la recherche d'emploi et/ou de formation sur le bassin,
- Participation des établissements scolaires de la maternelle à l'IUT (seul établissement d'enseignement supérieur présent sur le bassin).

### Exemples de programmes
- Le Capharnaüm, émission de débat autour de l'actualité locale, sociale et culturelle.
- La Session, à la découverte d'un groupe local ou régional.
- Le 18-15, un magazine hebdomadaire près des évènements à et autour de Fréjus.
- Mic Ados, un espace de liberté dans lequel les adolescents prennent le micro.
- La Matinale, du lundi au vendredi, chroniques, invités, ambiances et info locale.